# Мунія чорновола
Му́нія чорновола (Lonchura teerinki) — вид горобцеподібних птахів родини астрильдових (Estrildidae). Ендемік Індонезії.

## Опис
Довжина птаха становить 11 см. Виду не притаманний статевий диморфізм. Тім'я, потилиця, спина і крила коричневі, лоб, обличчя, горла і гузка чорні, боки пістряві, чорно-білі. Живіт білий, надхвістя і хвіст охристі. очі темно-карі, дзьоб сірий, лапи сіруваті.

## Підвиди
Виділяють два підвиди:
- L. t. teerinki Rand, 1940 — південні схили гір Маоке;
- L. t. mariae Ripley, 1964 — північні схили гір Маоке, зокрема гори Судірман.

## Поширення і екологія
Чорноволі мунії мешкають в горах Центрального хребта на заході центральної Нової Гвінеї, в провінції Високогірне Папуа. Вони живуть на луках, на узліссях тропічних лісів та на трав'янистих галявинах. Зустрічаються зграйками, на висоті від 1600 до 2300 м над рівнем моря. Живляться насінням трав.